# Amorphophallus konjac
Amorphophallus konjac o simplement konjac, és una espècie de planta nativa de l'Àsia tropical i subtropical des del Japó a la Xina fins a Indonèsia. És una espècie de planta amb flors de la família Araceae. Al Japó se l'anomena konnyaku (コンニャク, 蒟蒻, 菎蒻), que és el nom més freqüentment usat internacionalment. Amb la seva arrel se'n fan dos tipus bàsics de pastís, blanc i negre, així com una mena de fideus anomenats shirataki.

## Morfologia
És una planta perenne que creix a partir d'un gran corm que fa fins a 25 cm de diàmetre. La fulla és simple i fa 1,3 m de llargada, és bipinnada i està dividida en nombrosos folíols. La flor es produeix en una espata tancada per un espàdix porpra que fa fins a 55 cm de llargada.

## Cultiu i ús

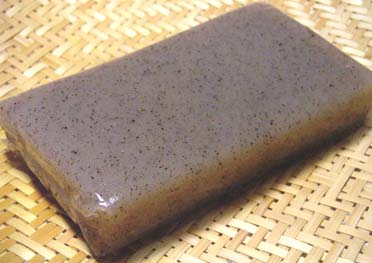
Pastís de konnyaku

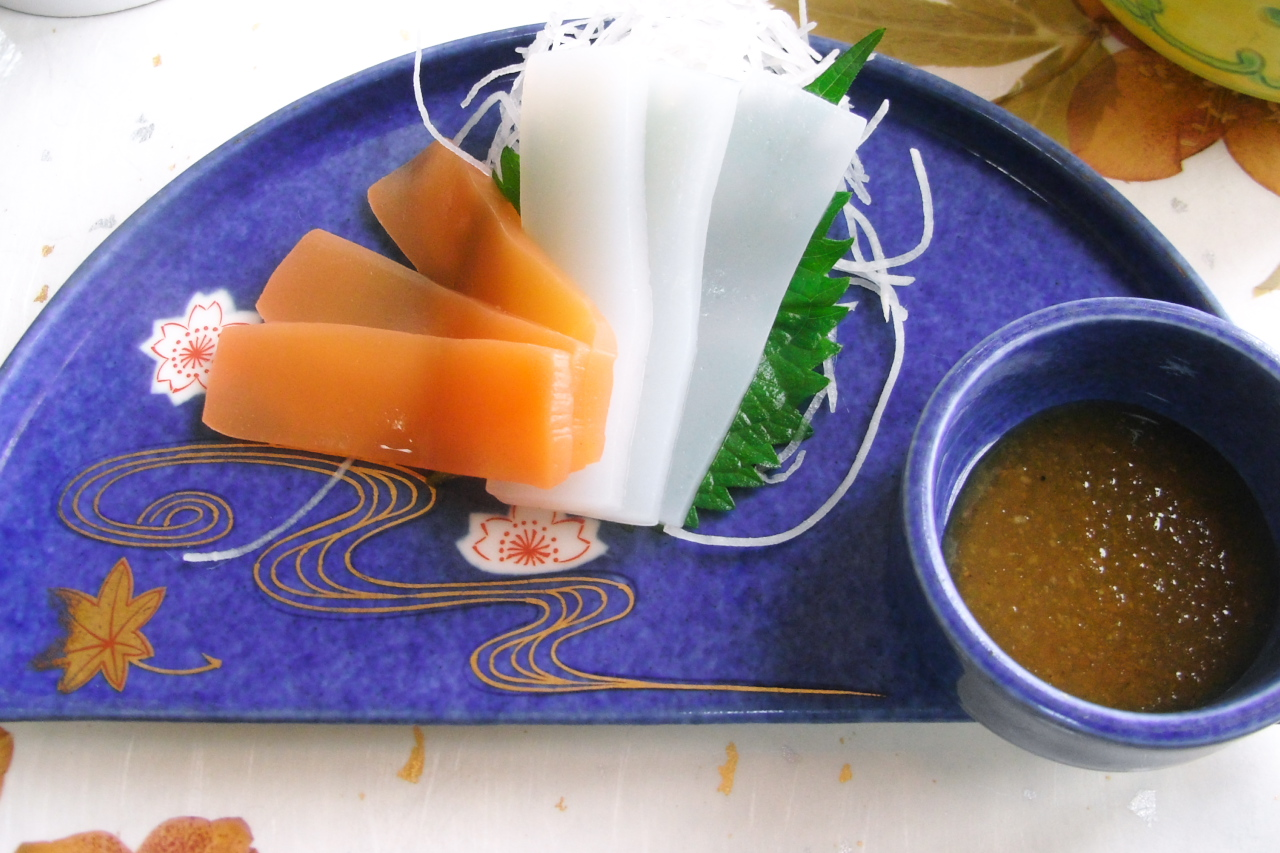
Sashimi de konnyaku.

L'aliment que es fa a partir de l'arrel d'aquesta planta en anglès rep el nom de yam cake (“pastís de nyam”). Es cultiva pels seus corms midonosos per fer una mena de farina i per a conserves gelatinoses. En la dieta vegana serveix per substituir la gelatina.
A la gastronomia japonesa, preparat en tires sovint es fa servir en el sukiyaki i oden.
El konnyaku gairebé no té calories però és molt ric en fibra i sovint es fa servir en dietes d'aprimament.
També es fa servir per fer unes postres gelatinoses. Tanmateix no es fon ràpidament a la boca i pot provocar asfíxia; per aquest motiu aquestes postres estan prohibides a la Unió Europea i als Estats Units.